# Love to Love You Baby
Love to Love You Baby (с англ. — «Люблю любить тебя, малыш») — второй студийный альбом американской певицы Донны Саммер, выпущенный в 1975 году. В рецензии журнала Billboard авторы написали о нём: «Превосходный подбор вещей в стиле поп/соул, особо выделяется 17-минутная первая сторона, представляющая мягкий и хриплый голос миссис Саммер, простирающийся от поп до соула и джаза». Было продано рекордное количество копий альбома, благодаря чему он вошёл в «двадцатку лучших» альбомов в США и в Великобритании.

## Об альбоме
Заглавная композиция с этого альбома, спродюсированного Мородером, быстро стала супер-хитом. Секрет успеха был в использовании чересчур откровенного сексуального контекста — по сути, эта песня является музыкальной иллюстрацией женского оргазма. Идея создания такой сексуальной композиции принадлежит самой Донне. Находясь под впечатлением от старой песни «Je t’aime… moi non plus», которую исполняли Джейн Биркин и Серж Гинзбург, Донна решила написать нечто подобное и пришла с этой идеей к Джорджио и Питу летом 1975 года. Втроем они создали первый трёхминутный вариант «Love to Love You Baby», который, впрочем первоначально не пользовался особенным успехом на рынке. Но Донна была удовлетворена уже только самим фактом записи такой довольно смелой по тем временам композиции. Мородер был столь восхищён оргазменными вокалами Саммер и её образными стонами, что настоял на выпуске сингла. Саммер согласилась, и вскоре песня была выпущена синглом в Европе. Позже певица вспоминала, что она не была полностью уверена в содержании текста песни и импровизировала во время записи (в телевизионной передаче — Behind the Music, выпущенного в формате VH1, Саммер заявила, что во время записи изображала себя в образе Мэрилин Монро, разыгрывая достижение сексуального экстаза).
Успех пришёл несколько позже — когда пластинка с синглом попала в руки к «акуле шоу-бизнеса» семидесятых, президенту знаменитой американской звукозаписывающей компании Casablanca Records Нилу Богарту. Богарт просто влюбился в произведение Саммер. На устроенной в его доме вечеринке весь вечер играла исключительно «Love to love…» — и гости просили Нила поставить эту песню ещё и ещё. Богарт незамедлительно связался с Мородером и попросил обязательно сделать композицию как можно длиннее. В итоге в окончательную версию альбома вошла 17-минутная диско-оргия. «Love to Love You Baby» стал первым супер-хитом певицы в Америке, достигшим позиции #2 в хит-параде синглов Billboard Hot 100 в начале 1976 года. Песня стала первым хитом в музыкальной карьере Саммер, которому удалось подняться на первые строчки популярного хит-парада танцевальной музыки Hot Dance Club Play. Альбом получил золотой сертификат более чем на 500 000 копий в США.
Песня была «графически» заклеймена некоторыми музыкальными критиками, а также была подвергнута цензуре и запрещена некоторыми радиостанциями. Журнал Time позже сообщил, что в создании песни было смоделировано рекордные двадцать два оргазма, изображённые певицей. После выпуска этой песни, в некоторых областях музыкальной прессы, Саммер было наречена «Первой леди любви» (англ. The first lady of love). Другие песни, представленные на альбоме, соответствуют жанрам соул-музыки и ритм-энд-блюза. Вторая сторона пластинки содержит четыре песни, плюс «reprise» первой композиции. Песни «Full of Emptiness», взятая из дебютного альбома певицы Lady of the Night, и «Whispering Waves» являются балладами, а запись «Need-a-Man Blues» больше приближена в жанрам поп и диско-музыки. Песня «Pandora’s Box» отличается сексуальными mid-tempo темами.

## Список композиций
| №  | Название                | Длительность |
| -- | ----------------------- | ------------ |
| 1. | «Love to Love You Baby» | 16:49        |

| №  | Название                      | Длительность |
| -- | ----------------------------- | ------------ |
| 2. | «Full of Emptiness»           | 2:22         |
| 3. | «Need-a-Man Blues»            | 4:30         |
| 4. | «Whispering Waves»            | 4:50         |
| 5. | «Pandora’s Box»               | 4:56         |
| 6. | «Full of Emptiness (Reprise)» | 2:20         |

### Альтернативные европейские издания
Все релизы имели одинаковую с американской первую сторону
| №  | Название            | Длительность |
| -- | ------------------- | ------------ |
| 2. | «Virgin Mary»       | 4:02         |
| 3. | «Need-a-Man Blues»  | 4:30         |
| 4. | «Whispering Waves»  | 4:50         |
| 5. | «Pandora’s Box»     | 4:56         |
| 6. | «Full of Emptiness» | 2:20         |

| №  | Название            | Длительность |
| -- | ------------------- | ------------ |
| 2. | «Lady of the Night» | 3:58         |
| 3. | «Pandora’s Box»     | 4:56         |
| 4. | «Need-a-Man Blues»  | 3:09         |
| 5. | «The Hostage»       | 4:16         |

| №  | Название                      | Длительность |
| -- | ----------------------------- | ------------ |
| 2. | «Full of Emptiness»           | 2:22         |
| 3. | «Need-a-Man Blues»            | 4:30         |
| 4. | «Whispering Waves»            | 4:50         |
| 5. | «Pandora’s Box»               | 4:56         |
| 6. | «Full of Emptiness (Reprise)» | 2:20         |
| 7. | «The Hostage»                 | 4:15         |

## Позиции в хит-парадах
| Чарт (1976)                      | Высшая позиция |
| -------------------------------- | -------------- |
| Австрия (Ö3 Austria)             | 10             |
| Великобритания (UK Albums Chart) | 16             |
| Германия (Offizielle Top 100)    | 23             |
| Испания (Promusicae)             | 8              |
| Италия (Musica e dischi)         | 6              |
| Канада (RPM Top Albums/CDs)      | 16             |
| Норвегия (VG-lista)              | 9              |
| Франция (IFOP)                   | 4              |
| Швеция (Sverigetopplistan)       | 7              |
| США (Billboard 200)              | 11             |
| США (Billboard Soul LPs)         | 6              |
| Япония (Oricon)                  | 64             |

## Сертификации
| Регион | Сертификация | Продажи  |
| --- | ------------ | -------- |
| Канада (Music Canada) | Золотой      | 50 000^  |
| Франция (SNEP) | Золотой      | 100 000* |
| Великобритания (BPI) | Золотой      | 100 000^ |
| США (RIAA) | Золотой      | 500 000^ |
| * Данные о продажах приведены только на основе сертификации. ^ Данные о тиражах приведены только на основе сертификации. |              |          |